# Caristia

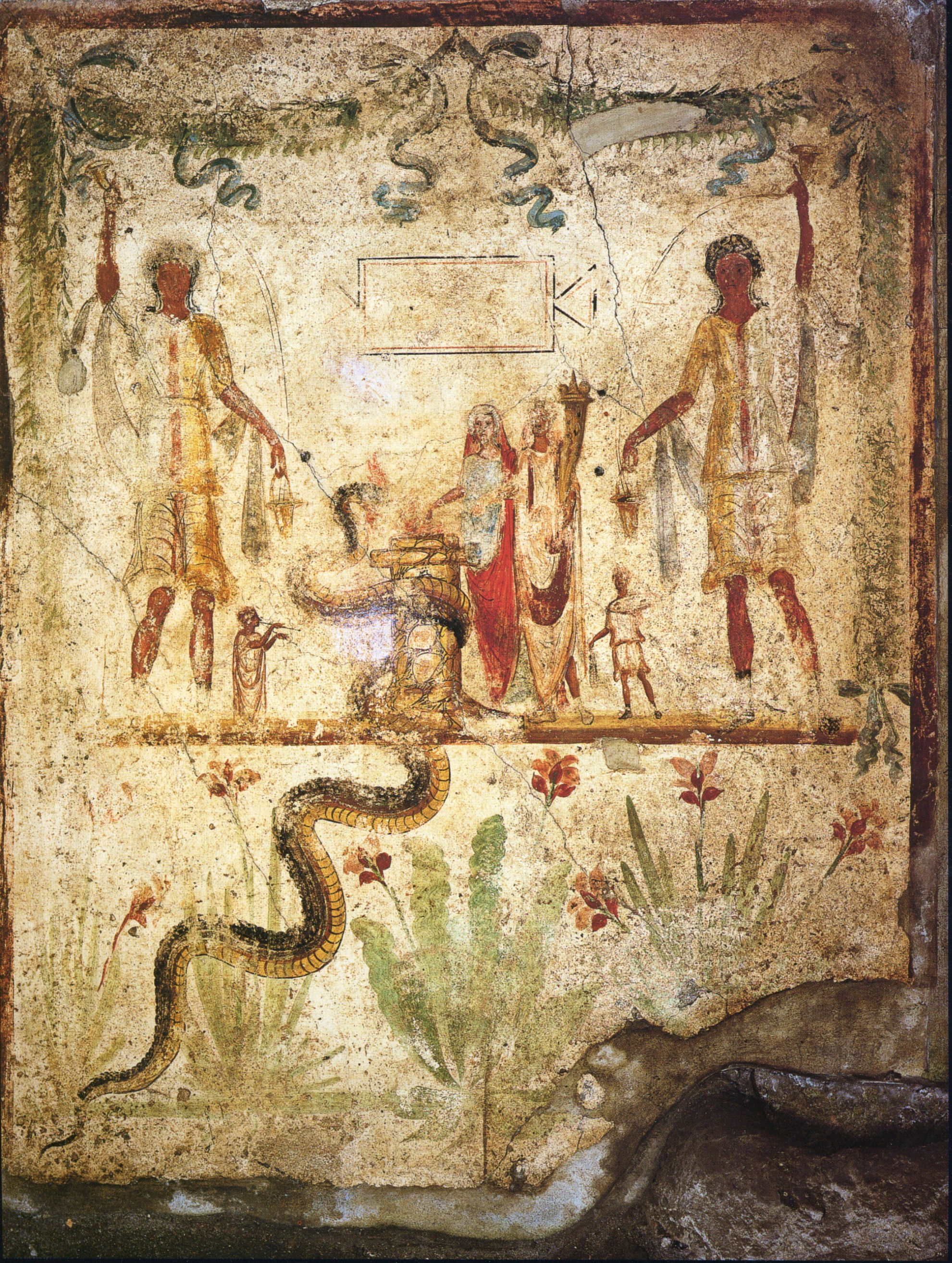
Sacrifices aux ancêtres représentés dans le lararium de la maison de Julius Polybius à Pompéi

Dans la Rome antique, les Caristia, également connue sous le nom de Cara Cognatio, était une fête officielle mais observée en privé le 22 février, qui célébrait l'amour de la famille par des banquets et des cadeaux. Les familles se réunissaient pour dîner ensemble et offrir de la nourriture et de l'encens aux Lares, leurs divinités "domestiques". C'était un jour de réconciliation où les désaccords devaient être mis de côté, mais le poète Ovide observe de manière satirique que cela ne pouvait être réalisé qu'en excluant les membres de la famille qui causaient des problèmes.

Voici cependant comment Ovide décrivait la fête: 
Après avoir honoré la sépulture des siens, après avoir donné un souvenir à ceux que nous avons perdus il est doux de se rapprocher aussitôt de ceux que nous possédons; après avoir pleuré ceux qui ne sont plus, nos yeux aiment à se reposer sur ceux qui survivent, et à compter combien de parents il nous reste encore. (Fastes, II, 617-638)

## Déroulement
Les Caristia était l'un des nombreux jours de février qui honoraient la famille ou les ancêtres. Elle suivait les  Parentalia, neuf jours de commémoration qui commençaient le 13 février et se terminaient par les Feralia le 21 février, ou suivant certains, les Caristia le jour suivant. Pour les Parentalia, les familles se rendaient sur les tombes de leurs ancêtres et partageaient des gâteaux et du vin, à la fois sous forme d'offrandes et de repas. Les Feralia était une fête plus grave: les Romains y pratiquaient des sacrifices et faisaient des offrandes aux Mânes, les esprits des morts qui devaient être apaisés. Les Caristia était une reconnaissance de la lignée familiale telle qu'elle s'est perpétuée dans le présent et parmi les vivants.
Il y avait des distributions de pain, de vin et de sportulae (primes, pourboires, marques d'appréciation). Le poète Martial a écrit deux épigrammes sur les cadeaux à offrir à l'occasion de cette fête: dans l'un d'eux, il présente une sorte d'excuse sans excuse à ses proches Stella et Flaccus, expliquant qu'il ne leur a rien envoyé pour ne pas offenser ceux qui auraient dû recevoir un cadeau de sa part et n'en reçurent pas.
Contrairement aux fêtes publiques, les Caristia et autres fêtes observées à titre privé pouvaient tomber les jours pairs du calendrier romain.

## Survivance chrétienne et disparition
Les Caristia sont restées dans le calendrier longtemps après la christianisation de l'Empire romain. Elles apparaissent dans le Chronographe de 354, et le calendrier de Polemius Silvius (449) juxtapose l'ancien jour férié à une fête commémorant l'enterrement de saint Pierre et saint Paul. Certains chercheurs ont décelé une influence des Parentalia et des Caristiasur la fête de l'agape chrétienne, la consommation de pain et de vin sur la tombe ancestrale étant remplacée par l'eucharistie. Au Ve siècle, certains prêtres chrétiens encourageaient même la participation aux repas funéraires. Dans la première moitié du VIe siècle, certains Gallo-Romains observaient encore une forme de fête avec des offrandes alimentaires aux morts et un repas rituel, apparenté aux Caristia.
Entre-temps, cependant, la pratique avait été suspectée d'être un rituel "païen", et le concile de Tours de 567 a explicitement condamné ceux qui "souillaient" la fête de saint Pierre. Césaire d'Arles condamne ces célébrations en les considérant comme une excuse pour l'ivresse, la danse, le chant et d'autres comportements démoniaques. La suppression des commémorations traditionnelles des morts faisait partie des efforts croissants de l'Église pour contrôler et monopoliser les comportements religieux dans la Gaule mérovingienne.